# Torneio de tênis de Nottingham
O torneio de tênis de Nottingham compreende os eventos profissionais de tênis que acontecem ou aconteceram em Nottingham, no Reino Unido. Nunca foi combinado no calendário de elite, embora isso possa ter acontecido em 1973.
Atualmente, recebe apenas o evento feminino e possui o nome comercial de Rothesay Open Nottingham. Historicamente, seus torneios são/foram:
- ATP de Nottingham, torneio masculino organizado pela Associação de Tenistas Profissionais, na categoria ATP World Tour 250, até 2016;
- WTA de Nottingham, torneio feminino organizado pela Associação de Tênis Feminino, na categoria WTA 250.